# ميخائيل إدواردز (شاعر)
ميخائيل إدواردز (بالإنجليزية: Michael Edwards)‏ هو ناقد أدبي وبروفيسور وكاتب وشاعر بريطاني، ولد في 29 أبريل 1938 في بانس ‏ في المملكة المتحدة.